# Miloš Grlica

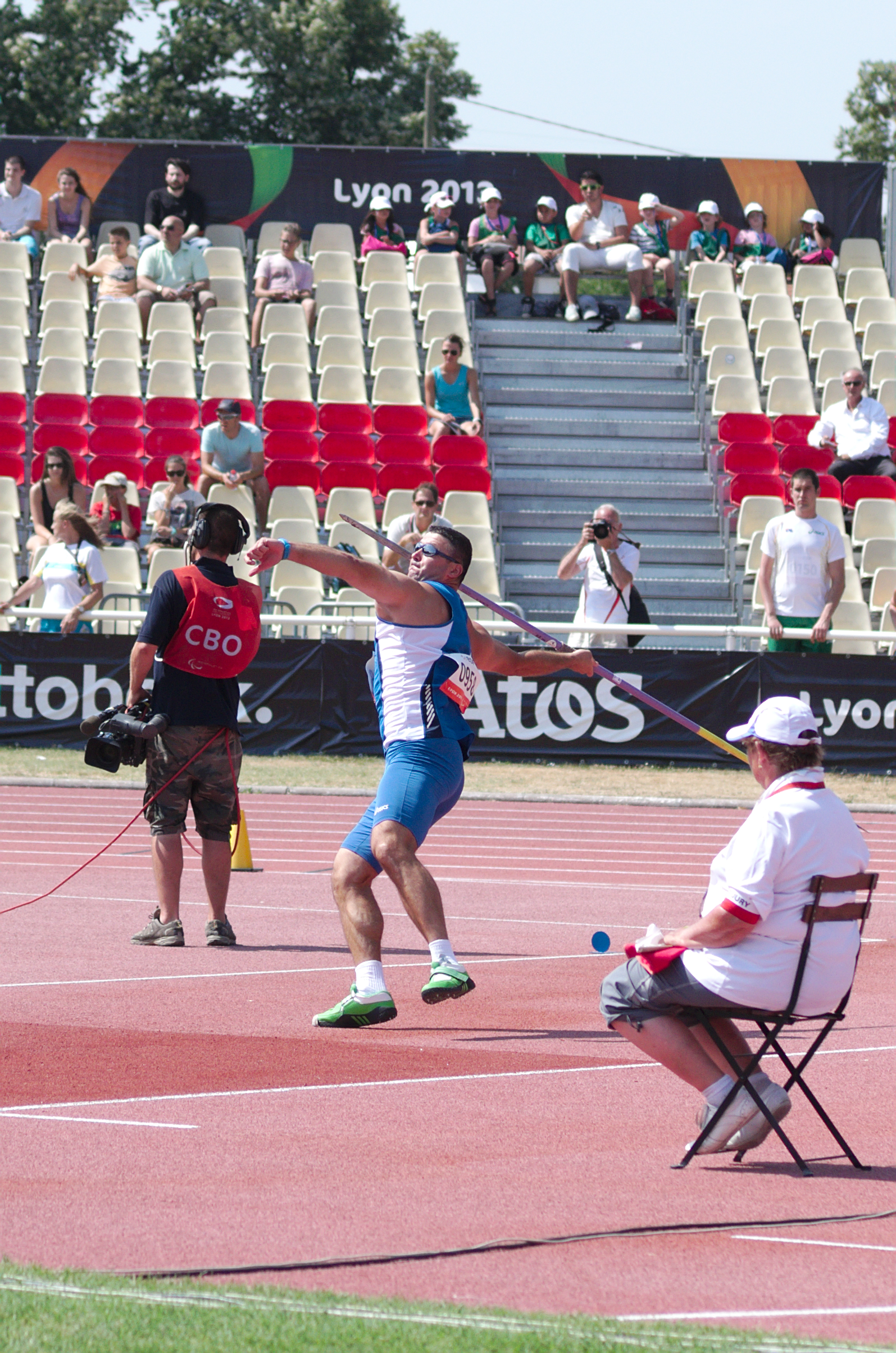

Miloš Grlica es un deportista serbio que compitió en atletismo adaptado. Ganó una medalla de bronce en los Juegos Paralímpicos de Atenas 2004 en la prueba de lanzamiento de jabalina (clase F12).

## Palmarés internacional
| Representando a Serbia y Montenegro |                 |                   |              |
| Juegos Paralímpicos                 |                 |                   |              |
| Año                                 | Lugar           | Medalla           | Prueba       |
| 2004                                | Atenas (Grecia) | Medalla de bronce | Jabalina F12 |